# Villamayor (Órdenes)
Villamayor (llamada oficialmente Santiago de Vilamaior) es una parroquia española del municipio de Órdenes, en la provincia de La Coruña, Galicia.

## Entidades de población
Entidades de población que forman parte de la parroquia:
- Adrán
- Ameixeira (A Ameixeira)
- Armada (A Armada)
- Campo del Sino (Campo do Sino)
- Carballo (O Carballo)
- Casal (O Casal)
- Casanova (A Casanova)
- Castro (O Castro)
- Cesteña (A Cesteña)
- Corredoiras (As Corredoiras)
- Fondo da Aldea
- Maquía (A Maquía)
- Melante
- Merchás (As Marchás)
- Merlís
- O Coto
- Patrucelos (Patrocelos)
- Pedreira (A Pedreira)
- Peñasco
- Porpalla
- Porto
- Roel (O Roel)
- Senamís (Sanamís)
- Vilar (O Vilar)

## Despoblado
- Iglesia (A Igrexa)

## Demografía
| Gráfica de evolución demográfica de Villamayor entre 2000 y 2019 |
|                                                                  |
| Datos según el nomenclátor publicado por el INE.                 |